# کوکو-بوچانگای دم‌چنگالی
کوکو-بوچانگای دم‌چنگالی (نام علمی: Surniculus dicruroides) گونه‌ای از کوکو است که شبیه بوچانگای سیاه (Dicrurus macrocercus) است. عمدتاً در جنگل‌های تپه‌ای در شبه‌جزیره هند و سری‌لانکا یافت می‌شود، اگرچه برخی از نمونه‌های آن از کوهپایه‌های هیمالیا شناخته شده‌اند. می‌توان آن را با پرهای سیاه فلزی، منقار مستقیم، زیردم نواردار سفید، دم چنگال‌دار و لکه سفید در پشت سر تشخیص داد. آواز کوکو-بوچانگا دم‌چنگالی به‌عنوان مجموعه‌ای از ۵ یا ۶ نت سوت‌زنی توصیف شده است که با هر «پیپ» بلند می‌شوند. آنها همچنین به دلیل صداهای بوچانگامانند خود مانند صداهای «کویپ» در پرواز و صداهای «ویپ-ویپ» با نت دوم بالاتر شناخته می‌شوند. در سری‌لانکا، کوکو-بوچانگای دم‌چنگالی نیز صداهای مشابهی با بوچانگای سری‌لانکایی (Dicrurus lophorinus) دارد.